# Елисеев, Иван Дмитриевич
Иван Дмитриевич Елисеев (23 января 1901 — 28 сентября 1974) — советский военно-морской деятель, вице-адмирал.

## Биография
Родился в декабре 1900 года в деревне Селиваниха (Дороховской волости, Богородского уезда, Московской губернии (ныне сельское поселение Дороховское, Орехово-Зуевского района, Московской области). В РККА с 23 марта 1920 года; в ВМФ СССР с 1923 года; член ВКП(б) с 1928 года. Участник Гражданской войны в России, Гражданской войны в Испании, Великой Отечественной войны.
Контр-адмирал (21.5.1941; 21.7.1944), вице-адмирал (3.11.1951).
Был начальником кафедры ВМС Высшей военной академии имени К. Е. Ворошилова, главным редактором журнала «Морской сборник», начальником Научно-технического комитета Военно-морского Министерства.
С марта 1966 года в отставке. Умер 28.9.1974 года в Москве и похоронен на Рогожском кладбище.
Подробная биография Елисеева Ивана Дмитриевича размещена в Государственной информационной системе «Память народа», фотографии и документы находятся в Музее обороны Севастополя.

## Участие вГражданской войне в Испании
Перед отправкой добровольцем прошёл курсы обучения испанскому языку. С мая 1937 года по июль 1938 года был советником командующего флотилией эсминцев республиканского флота. Принимал участие в обучении личного состава, а также непосредственно участвовал в боевых действиях. Так например в ночь с 17 на 18 сентября 1937 года три республиканских эсминца вышли в море, сопровождая два транспорта на Маон (остров Менорка). В 21:25 они заметили на юго-востоке силуэт тяжёлого крейсера «Канариас» («Canarias»), который увеличил ход. Лидеры конвоя легли на обратный курс, но в 21 час 35 мин. повернули и пошли на сближение с крейсером. Эсминец «Альмиранте Антекера» («Almirante Antequerra») сблизился с крейсером раньше лидеров и пустил по крейсеру две торпеды, а эсминцы «Гравина»(«Gravina») и «Санчес Баркастеги» («Sanchez Barcaiztegui») к этому моменту ещё продолжали с сближение. Крейсер «Канариас» отвернул от торпедного залпа и немедленно открыл по эсминцу «Альмиранте Антекера» артиллерийский огонь. Эсминцы «Гравина» и «Санчес Баркастеги», прервав сближение, не выпустив торпед, стали отходить полным ходом закрываясь дымовой завесой. Крейсер франкистов стал преследовать отходящих эсминцев, ведя по ним сильный артиллерийский огонь. По приказу командующего флотилией эсминец «Санчес Баркастеги» атаковал крейсер из-за дымовой завесы двумя торпедами. Крейсер «Канариас» вторично уклонился от торпедного залпа, но от погони отказался.
В этом бою транспорты были спасены благодаря настойчивости Елисеева И. Д. Когда эсминцы встретились с крейсером «Канариас», командующий флотилией пытался уйти, бросив транспорты на произвол судьбы, и лишь вмешательство советника спасло суда. По его настоянию эсминцы вышли в атаку, выпустив по крейсеру торпеды, благодаря чему транспорты удалось отстоять.
Ещё был бой у мыса Палос в ночь с 5 на 6 марта 1938 года — одно из важнейших морских сражений Гражданской войны в Испании. Бой представлял собой быстротечное столкновение эскадр противоборствующих сторон, в котором основной удар нанесли республиканские эсминцы с помощью торпед. В результате флагманский корабль франкистской эскадры, тяжёлый крейсер «Балеарес» («Baleares»), затонул, а крейсер «Канариас» был серьёзно повреждён. Это стало самой крупной победой республиканского флота за всю войну. Бой показал высокую выучку личного состава и возросший опыт командования республиканского флота, которые были получены при участии советников из СССР.
В период участия в Гражданской войне в Испании Елисеев И. Д. был награждён орденами Красной Звезды (1937) и Красного Знамени (1938).

## Участие вВеликой Отечественной войне

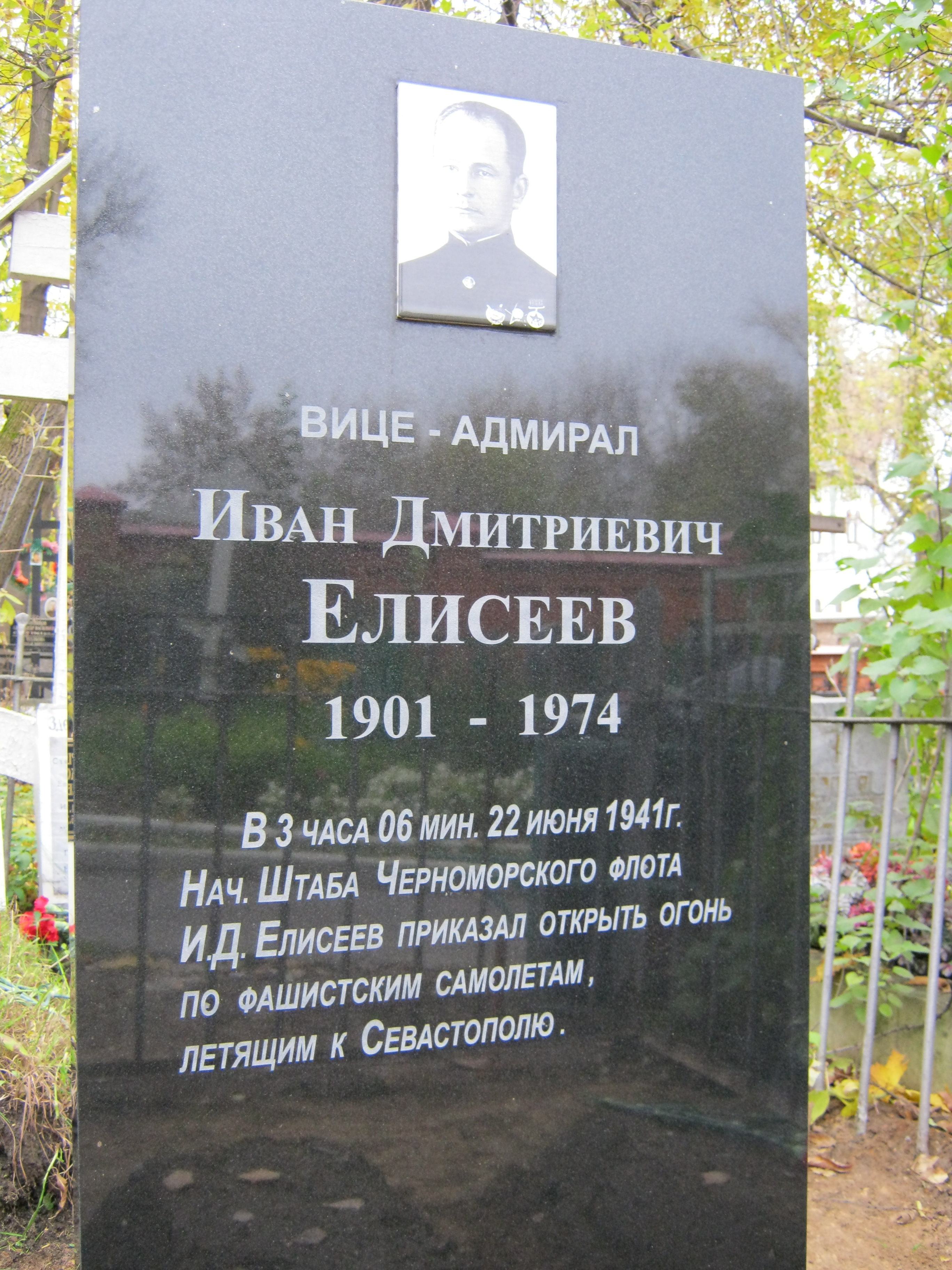
Памятник Елисееву И. Д. на Рогожском кладбище города Москвы.

В связи с введением на РККФ оперативной готовности № 2 в штабе флота помимо оперативного дежурного находился круглосуточно старший начальник, на 22 число это был Елисеев. В 00.50 нарком Н. Г. Кузнецов по телефону ввёл оперативную готовность № 1, что дублировалось шифрограммой № 87. В 03:06 22.06.1941 начальник штаба Черноморского флота контр-адмирал И. Д. Елисеев приказал открыть огонь по немецким бомбардировщикам, которые пытались минной постановкой с воздуха закупорить в базе корабельные силы Черноморского флота. Примечательно, что Елисеев отдал такой приказ в присутствии стоявшего рядом с ним командующего флотом Ф. С. Октябрьского, который несмотря на непрерывно поступавшие доклады о вражеских самолётах молчал, не в силах принять на себя ответственность. Этим приказом И. Д. Елисеев и вошёл в историю: это был самый первый боевой приказ дать отпор напавшим на Советский Союз немецко-фашистским агрессорам в ходе Великой Отечественной войны.
Боевые операции, в которых он принял участие:
- Оборона Одессы (1941)[17];
- Оборона Крыма (1941)[18];
- Оборона Севастополя (1941−1942)[19];
- Керченско-Феодосийская десантная операция (1941)[20][21][22];
- Судакский десант (1942);
- Евпаторийский десант (1942);
- Оборонительная операция войск Крымского фронта на Керченском полуострове (1942)[23][24];
- Новороссийская операция (1942)[25];
- Битва за Кавказ (1942−1943);
- Краснодарско-Новороссийская наступательная операция (1943)[26];
- Новороссийско-Таманской операция (1943)[27];
- Керченская десантная операция (1943)[28][29];
- Одесская наступательная операция (1944)[30];
- Крымская наступательная операция (1944)[31].

## Послужной список[32][33]
| Дата    | Должность и наименование части                                                                              |
| ------- | --- |
| 03.1920 | Красноармеец, 2-й запасной кавалерийский дивизион, г. Рыбинск                                               |
| 06.1920 | Красноармеец, 3-й кавалерийский полк 8-й стрелковой дивизии, Западный фронт                                 |
| 01.1921 | Старший переписчик, оперативный отдел штаба 8-й стрелковой дивизии, г. Бобруйск                             |
| 04.1923 | Переписчик; старший делопроизводитель; заведующий делопроизводством, Главмортехозуправление РККФ, г. Москва |
| 02.1926 | И. д. ст. секретаря, Управление помнаморси по тех-хозчасти, г. Москва                                       |
| 09.1926 | Слушатель, параллельные классы при Военно-морском училище имени М. В. Фрунзе, Ленинград                     |
| 10.1929 | Исполняющий должность штурмана, канонерская лодка «Красная Грузия»                                          |
| 05.1930 | Младший штурман, лёгкий крейсер «Профинтерн»                                                                |
| 12.1931 | Слушатель, штурманский класс Специальных курсов комсостава ВМС РККА, Ленинград                              |
| 06.1932 | Помощник начальника сектора, 1-й отдел штаба Черноморского флота                                            |
| 02.1933 | Командир 1-го сектора; помощник командира; старший помощник командира, лёгкий крейсер «Червона Украина»     |
| 12.1936 | Слушатель, курсы командиров миноносцев при Специальных курсах усовершенствования командного состава РККФ    |
| 05.1937 | Советник командующего, флотилия эсминцев республиканского флота Испании                                     |
| 07.1938 | Начальник штаба, бригада крейсеров Черноморского флота                                                      |
| 06.1939 | Начальник штаба, эскадра кораблей Черноморского флота                                                       |
| 11.1940 | Слушатель, Курсы усовершенствования высшего командного состава при ВМА имени К. Е. Ворошилова, Ленинград    |
| 04.1941 | Начальник штаба Черноморского флота                                                                         |
| 05.1941 | присвоено звание контр-адмирал                                                                              |
| 05.1942 | Заместитель командующего и начальник штаба, Черноморский флот                                               |
| 04.1943 | В распоряжении Командного управления ВМФ                                                                    |
| 01.1944 | Приказ Наркома ВМФ от 9 апреля 1943 года отменён                                                            |
| 01.1944 | В распоряжении Управления кадров офицерского состава ВМФ                                                    |
| 03.1944 | Постановлением ГКО понижен в воинском звании до капитана 1 ранга                                            |
| 04.1944 | Помощник начальника управления-начальник 2-го отдела, Управление боевой подготовки ГМШ ВМФ                  |
| 07.1944 | восстановлен в звании контр-адмирал                                                                         |
| 08.1944 | Заместитель начальника управления, Оперативное управление ГМШ ВМФ                                           |
| 07.1945 | Помощник начальника ГМШ ВМС                                                                                 |
| 03.1947 | Заместитель ответственного редактора; заместитель главного редактора, журнал «Морской сборник»              |
| 09.1948 | Начальник кафедры ВМС Высшей военной академии имени К. Е. Ворошилова                                        |
| 12.1949 | Главный редактор журнала «Морской сборник»                                                                  |
| 09.1951 | Начальник Научно-технического комитета Военно-морского Министерства                                         |
| 11.1951 | присвоено звание вице-адмирал                                                                               |
| 04.1953 | Помощник начальника ГШ ВМС, заместитель начальника ГШ ВМФ                                                   |
| 12.1965 | В распоряжении Главнокомандующего ВМФ                                                                       |
| 03.1966 | Уволен в отставку                                                                                           |

## Награды
Награды СССР:
- Орден Ленина (1945)[36]
- Четыре ордена Красного Знамени (1938[37][38], 1942[39], 1944[40], 1950[41])
- Орден Нахимова I степени (1944)[42]
- Орден Ушакова II степени (1945)[43]
- Орден Красной Звезды (1937)[44]
- Медаль «За оборону Одессы» (1942)
- Медаль «За оборону Севастополя» (1942)
- Медаль «За оборону Кавказа» (1944)[45]
- Медаль «За победу над Германией в Великой Отечественной войне 1941—1945 гг.»[46]
- Медаль «За победу над Японией» (1945)[47]
- Медаль «Двадцать лет победы в Великой Отечественной войне 1941—1945 гг.» (1965)
- Медаль «XX лет Рабоче-Крестьянской Красной Армии» (1938)
- Медаль «30 лет Советской Армии и Флота» (1948)
- Медаль «40 лет Вооруженных Сил СССР» (1957)

Иностранные награды:
- Медаль «Китайско-советская дружба»[48][49]

Общественные награды:
- Орден «Во славу флота российского» 1-й степени (2016)[50] [источник не указан 2382 дня][значимость факта?]

## Архивные материалы и фото
| Архивные материалы и фото | Архивные материалы и фото | Архивные материалы и фото | Архивные материалы и фото |
| ------------------------- | ------------------------- | ------------------------- | ------------------------- |
|                           |                           |                           |                           |